# Championnats du monde de pentathlon moderne 1957
Navigation
Édition précédente Édition suivante
Les championnats du monde de pentathlon moderne 1957, septième édition des championnats du monde de pentathlon moderne, ont eu lieu en 1957 à Stockholm, en Suède.

## Podiums

### Hommes
| Épreuves    | Or                                                                | Argent                                             | Bronze                                          |
| ----------- | ----------------------------------------------------------------- | -------------------------------------------------- | ----------------------------------------------- |
| Individuel  | Union soviétique Igor Novikov                                     | Union soviétique Aleksandr Tarasov                 | Union soviétique Nikolay Tatarinov              |
| Par équipes | Union soviétique Igor Novikov Aleksandr Tarasov Nikolay Tatarinov | Finlande Väinö Korhonen Eero Lohi Kelevi Pakarinen | Hongrie János Bódy Géza Ferdinándy Sándor Szabó |